# Campo conservativo
Em cálculo de várias variáveis, um campo vetorial conservativo é um campo vetorial que é o gradiente de um campo escalar. Campos conservativos têm a propriedade de sua integral de linha apresentar independência de caminho, ou seja, a escolha de qualquer caminho entre dois pontos não altera o valor de sua integral de linha. Exemplos de campos conservativos são a gravidade e um campo elétrico fora da ação de campos magnéticos. Esse artigo descreve o caso matematicamente mais simples de campos vetoriais conservativos do {\displaystyle \mathbb {R} ^{3}} e a importância do potencial na descrição de sistemas físicos.
Campos vetoriais conservativos aparecem naturalmente na mecânica: são campos vetoriais que representam as forças de sistemas físicos onde a energia é conservada. Nesses sistemas, o trabalho realizado para mover uma partícula no espaço depende apenas dos pontos final e inicial. Em outras palavras, é possível definir uma energia potencial que seja independente do caminho utilizado.

## Definição
Um campo vetorial {\displaystyle {\vec {F}}}é chamado de campo vetorial conservativo se e somente se existe uma função escalar {\displaystyle \varphi }, chamada de potencial, de tal forma que o gradiente de {\displaystyle \varphi }seja {\displaystyle {\vec {F}}} ({\displaystyle {\vec {F}}=\nabla \varphi }). Isso implica que qualquer campo gradiente, da forma {\displaystyle {\vec {F}}=\nabla \varphi }, é um campo conservativo.

### Demonstração
{\displaystyle \varphi (x_{0},y_{0},z_{0})=\int _{0}^{x_{0}}F_{1}(x,0,0)\,dx+\int _{0}^{y_{0}}F_{2}(x_{0},y,0)\,dy+\int _{0}^{z_{0}}F_{3}(x_{0},y_{0},z)\,dz}
{\displaystyle {\frac {\partial \varphi }{\partial z_{0}}}={\frac {\partial \varphi }{\partial z_{0}}}\int _{0}^{x_{0}}F_{1}(x,0,0)\,dx+{\frac {\partial \varphi }{\partial z_{0}}}\int _{0}^{y_{0}}F_{2}(x_{0},y,0)\,dy+{\frac {\partial \varphi }{\partial z_{0}}}\int _{0}^{z_{0}}F_{3}(x_{0},y_{0},z)\,dz}
{\displaystyle {\frac {\partial \varphi }{\partial z_{0}}}=0+0+F_{3}(x_{0},y_{0},z_{0})} (Teorema Fundamental do Cálculo)
Analogamente:
{\displaystyle {\frac {\partial \varphi }{\partial y_{0}}}=0+F_{2}(x_{0},y_{0},0)+{\frac {\partial \varphi }{\partial y_{0}}}\int _{0}^{z_{0}}F_{3}(x_{0},y_{0},z)\,dz}
onde
{\displaystyle {\frac {\partial \varphi }{\partial y_{0}}}\int _{0}^{z_{0}}F_{3}(x_{0},y_{0},z)\,dz=\int _{0}^{z_{0}}{\frac {\partial \varphi }{\partial y_{0}}}F_{3}(x_{0},y_{0},z)\,dz}
e, usando que, para campos conservativos
{\displaystyle \nabla \times \mathbf {F} =0} temos que {\displaystyle {\frac {\partial F_{3}}{\partial y_{0}}}={\frac {\partial F_{2}}{\partial z_{0}}}}
Logo:
{\displaystyle \int _{0}^{z_{0}}{\frac {\partial \varphi }{\partial y_{0}}}F_{3}(x_{0},y_{0},z)\,dz=\int _{0}^{z_{0}}{\frac {\partial \varphi }{\partial z}}F_{2}(x_{0},y_{0},z)\,dz=F_{2}(x_{0},y_{0},z_{0})-F_{2}(x_{0},y_{0},0)}
E
{\displaystyle {\frac {\partial \varphi }{\partial y_{0}}}=F_{2}(x_{0},y_{0},z_{0})}
Agora, olhando para {\displaystyle x_{0}}
{\displaystyle {\frac {\partial \varphi }{\partial x_{0}}}=F_{1}(x_{0},0,0)+{\frac {\partial \varphi }{\partial x_{0}}}\int _{0}^{y_{0}}F_{2}(x_{0},y,0)\,dy+{\frac {\partial \varphi }{\partial x_{0}}}\int _{0}^{z_{0}}F_{3}(x_{0},y_{0},z)\,dz}
Analogamente a {\displaystyle {\frac {\partial \varphi }{\partial y_{0}}}}
{\displaystyle {\frac {\partial \varphi }{\partial x_{0}}}=F_{1}(x_{0},0,0)+{\frac {\partial \varphi }{\partial y}}\int _{0}^{y_{0}}F_{1}(x_{0},y,0)\,dy+{\frac {\partial \varphi }{\partial z}}\int _{0}^{z_{0}}F_{1}(x_{0},y_{0},z)\,dz}
{\displaystyle {\frac {\partial \varphi }{\partial x_{0}}}=F_{1}(x_{0},y_{0},z_{0})}
Então, se
{\displaystyle {\frac {\partial \varphi }{\partial x_{0}}}=F_{1}(x_{0},y_{0},z_{0}),} {\displaystyle {\frac {\partial \varphi }{\partial y_{0}}}=F_{2}(x_{0},y_{0},z_{0})} e {\displaystyle {\frac {\partial \varphi }{\partial z_{0}}}=F_{3}(x_{0},y_{0},z_{0})}
{\displaystyle \nabla \varphi =F}
Se {\displaystyle \varphi } é uma função explícita de x,y,z então
F(x,y,z) = {\displaystyle {\frac {\partial \varphi }{\partial x}}}i+ {\displaystyle {\frac {\partial \varphi }{\partial y}}}j + {\displaystyle {\frac {\partial \varphi }{\partial z}}}k.
Se {\displaystyle \varphi } é uma função implícita de x,y,z através de r =  {\displaystyle {\sqrt {x^{2}+y^{2}+z^{2}}}} , isto é, {\displaystyle \varphi }(r) = {\displaystyle \varphi }(r(x,y,z)) então é necessário usar a regra da cadeia para calcular o gradiente do potencial {\displaystyle \varphi }. Potenciais desta forma são ditos potenciais centrais.

## Campos vetoriais irrotacionais
Pode-se mostrar facilmente que, para qualquer campo conservativo:
{\displaystyle \nabla \times \mathbf {v} =\nabla \times \nabla \varphi ={\vec {0}}}
isto é, todo campo vetorial conservativo é irrotacional. Na linguagem de formas diferenciais isso é uma consequência da nilpotência da derivada exterior {\displaystyle \displaystyle d^{2}=0} nos mostra que toda forma exata é fechada.
A recíproca desse teorema sempre vale localmente, como provado pelo Lema de Poincaré, mas globalmente depende do primeiro grupo de cohomologia de de Rham:
{\displaystyle H_{dR}^{1}={\frac {\operatorname {Nuc} \{d\colon \Omega ^{1}\to \Omega ^{2}\}}{\operatorname {Im} \{d\colon \Omega ^{0}\to \Omega ^{1}\}}}}.
No caso considerado aqui, {\displaystyle H_{dR}^{1}(\mathbb {R} ^{3})=0} e toda forma fechada é exata ou, todo campo vetorial irrotacional é conservativo. Numa região de {\displaystyle \mathbb {R} ^{3}} que não seja simplesmente conexa, isto é, que não seja homotopicamente equivalente ao todo {\displaystyle \mathbb {R} ^{3}}, isso não é mais verdade. Um caso interessante é a corda de Dirac {\displaystyle \mathbb {R} ^{3}-\{(0,0,z)~|~z\in \mathbb {R} \}} que está relacionada ao conceito de monopolo magnético e quantização de carga elétrica.

## Independência de caminho
Seja {\displaystyle {\vec {F}}} um campo vetorial conservativo, ou seja , {\displaystyle {\vec {F}}={\vec {\bigtriangledown }}\varphi }, definido em uma região R do espaço e uma curva C, dada por {\displaystyle {\vec {r}}(t)=x(t){\vec {i}}+y(t){\vec {j}}+z(t){\vec {k}}}, contínua por partes em R, com início em {\displaystyle p_{0}(x_{o},y_{o},z_{o})}e extremidade em {\displaystyle P(x,y,z)}, então:
{\displaystyle \int _{C}^{}{\vec {F}}_{cons}\centerdot d{\vec {r}}=\varphi (x,y,z)-\varphi (x_{o},y_{o},z_{o})}

#### Demonstração
Partindo-se da expressão:
{\displaystyle {\vec {F}}_{cons}={\vec {\nabla }}\varphi ={\partial \varphi  \over \partial x}{\vec {i}}+{\partial \varphi  \over \partial y}{\vec {j}}+{\partial \varphi  \over \partial z}{\vec {k}}}
Dada a curva C
{\displaystyle {\vec {r}}(t)=x(t){\vec {i}}+y(t){\vec {j}}+z(t){\vec {k}}}
Então
{\displaystyle d{\vec {r}}={\biggr (}{dx \over dt}{\vec {i}}+{dy \over dt}{\vec {j}}+{dz \over dt}{\vec {k}}{\biggr )}dt}
Aplicando a Regra da cadeia
{\displaystyle {\vec {F}}_{cons}\centerdot d{\vec {r}}={\partial \varphi  \over \partial x}{dx \over dt}dt+{\partial \varphi  \over \partial y}{dy \over dt}dt+{\partial \varphi  \over \partial z}{dz \over dt}dt}
Logo:
{\displaystyle {\vec {F}}_{cons}\centerdot d{\vec {r}}\equiv d\varphi }
E,
{\displaystyle \int _{C}^{}{\vec {F}}_{cons}\centerdot d{\vec {r}}=\int _{C}d\varphi =\int _{P_{o}}^{P}d\varphi =\varphi (P)-\varphi (P_{o})}
Sempre que o campo for conservativo, o Trabalho será dado pela diferença de potencial, ou seja , o trabalho é independente do caminho realizado e dependerá apenas dos pontos inicial e final que unem a curva C.
Caso a curva C seja uma curva fechada, o ponto inicial coincide com o ponto final e o trabalho será nulo.
Usando o teorema de Stokes, pode-se ver que a integral de linha de um campo conservativo não depende do caminho entre os pontos inicial e final. Mais especificamente, conclui-se que:
{\displaystyle \oint _{\mathcal {C}}\mathbf {v} \cdot d\mathbf {x} =\oint _{\mathcal {C}}\nabla \varphi \cdot d\mathbf {x} =0}

## Exemplo
Dado o campo
{\displaystyle {\vec {F}}(x,y)=2xy^{3}{\vec {i}}+(1+3x^{2}y^{2}){\vec {j}}}
calcular o trabalho ({\displaystyle W}) realizado para deslocar uma partícula de {\displaystyle P_{1}(1,4)} até {\displaystyle P_{2}(3,1)}:
Primeiro, verificamos se {\displaystyle {\vec {F}}(x,y)} é conservativo.
{\displaystyle {\vec {\nabla }}\times {\vec {F}}=\left|{\begin{matrix}{\vec {i}}&{\vec {j}}&{\vec {k}}\\&&\\{\frac {\partial }{\partial x}}&{\frac {\partial }{\partial y}}&{\frac {\partial }{\partial z}}\\&&\\2xy^{3}&1+3x^{2}y^{2}&F_{z}\end{matrix}}\right|={\vec {0}}}
Como {\displaystyle {\vec {\nabla }}\times {\vec {F}}={\vec {0}}}, o campo é conservativo, logo, permite uma função potencial dada por {\displaystyle {\vec {F}}=-{\vec {\nabla }}\varphi }
{\displaystyle 2xy^{3}{\vec {i}}+(1+3x^{2}y^{2}){\vec {j}}=-{d\varphi  \over dx}{\vec {i}}-{d\varphi  \over dy}{\vec {j}}}
{\displaystyle -{d\varphi  \over dx}=2xy^{3}}
{\displaystyle -\varphi _{x}=x^{2}y^{3}+C(y)}
{\displaystyle -{d\varphi  \over dy}=3x^{2}y^{2}+C'(y)=1+3x^{2}y^{2}}
{\displaystyle C'(y)=1}
{\displaystyle C(y)=y}
Logo, {\displaystyle \varphi _{x}=-x^{2}y^{3}-y}
Como o campo é conservativo, o {\displaystyle W} realizado para deslocar uma partícula independe do caminho C, e é calculado pela diferença de potencial entre {\displaystyle P_{1}} e {\displaystyle P_{2}}
{\displaystyle W=\varphi (P_{2})-\varphi (P_{1})}
{\displaystyle W=(-3^{2}.1^{3}-1)-(-1^{2}.4^{3}-4)=-10+68}
Logo, {\displaystyle W=58}

## Interpretação física

### Mecânica
Se, em mecânica newtoniana, um campo de forças for um campo vetorial conservativo, então, partindo da segunda lei de Newton e usando a regra da cadeia, podemos escrever:
{\displaystyle \mathbf {F} =m{\frac {d^{2}\mathbf {x} }{dt^{2}}}\Rightarrow -\nabla {V}=m\nabla \left[{\frac {1}{2}}\left({\frac {d\mathbf {x} }{dt}}\right)^{2}\right]\Rightarrow \nabla (V+T)=0\Rightarrow E=cte.}
onde {\displaystyle T={\frac {m}{2}}\left({\frac {d\mathbf {x} }{dt}}\right)^{2}} é a energia cinética e {\displaystyle \displaystyle E=T+V} é a energia total, que a igualdade acima mostra ser constante.
O conceito de independência de caminho mostra que o trabalho realizado por uma força conservativa em qualquer circuito fechado é sempre igual a zero e que num caminho qualquer só depende dos pontos inicial e final:
{\displaystyle \displaystyle W=-\Delta {V}}
Alguns exemplos de forças conservativas são:
- Gravitação universal de Newton

A força gravitacional sobre um corpo pontual de massa {\displaystyle \displaystyle m} em {\displaystyle \displaystyle \mathbf {r} } devido a um corpo pontual de massa {\displaystyle \displaystyle M} em {\displaystyle \displaystyle \mathbf {r} ^{\prime }} é:
{\displaystyle \mathbf {F} =-GmM{\frac {\mathbf {r} -\mathbf {r} ^{\prime }}{|\mathbf {r} -\mathbf {r} ^{\prime }|^{3}}}\Rightarrow V=-GmM{\frac {1}{|\mathbf {r} -\mathbf {r} ^{\prime }|}}}
A força coulombiana, que tem a mesma dependência funcional, também é conservativa, como discutido abaixo.
- Força elástica

Uma deformação elástica que obedeça à Lei de Hooke apresenta uma força de restauração conservativa:
{\displaystyle \mathbf {F} =-k\mathbf {x} \Rightarrow V={\frac {1}{2}}k|\mathbf {x} |^{2}}

### Eletromagnetismo
As equações de Maxwell, especificamente {\displaystyle \nabla \times \mathbf {E} =-{\frac {\partial \mathbf {B} }{\partial {t}}}}, mostram que o campo eletroestático é irrotacional e então, nas condições descritas acima, é um campo conservativo, ou seja, {\displaystyle \nabla \times \mathbf {E} =-{\frac {\partial \mathbf {B} }{\partial {t}}}=0}. As curvas de nível do potencial elétrico {\displaystyle \displaystyle V=cte} são chamadas de curvas equipotenciais. Em particular, a força elétrica {\displaystyle \mathbf {F} =q\mathbf {E} } é uma força conservativa.
A relatividade restrita nos mostra que, mesmo abandonando a hipótese de campos estáticos, os campos elétricos e magnéticos podem ser descritos como uma forma fechada. Mas localmente não como a derivada de uma 0-forma e sim de uma 1-forma do espaço de Minkowski. Efeitos como o efeito Aharanov-Bohm mostram que o conceito de potencial é fisicamente mais fundamental que o da sua derivada (neste caso, o campo eletromagnético; para o caso de forças, veja abaixo).

### Mecânica quântica
Em mecânica quântica, o conceito de força é abandonado em detrimento do conceito de potencial. Nesse sentido, o potencial passa a ter um papel mais fundamental que a força e todas as interações são consideradas conservativas. Interações dissipativas passam a ser descritas através de sistemas quânticos abertos. A função de onda é calculada através da equação de Schrödinger
{\displaystyle i\hslash {\frac {\partial \psi }{\partial {t}}}=-{\frac {\hslash ^{2}}{2m}}\nabla ^{2}\psi +V\psi }
A função de onda para os dois casos de forças potenciais vistas acima são as famosas soluções do átomo de hidrogênio e do oscilador harmônico.